# Davide Carraro
Davide Carraro (Treviso, 26 gennaio 1977) è un vescovo cattolico e missionario italiano, dal 22 ottobre 2023 vescovo di Orano.

## Biografia
Nato a Treviso il 26 gennaio 1977, è originario di Sambughè, frazione di Preganziol, in provincia e diocesi di Treviso.

### Formazione e ministero sacerdotale
Dopo aver frequentato lo studio teologico interdiocesano di Treviso e Vittorio Veneto, ha compiuto gli studi filosofici in Italia e quelli teologici nelle Filippine.
Il 27 maggio 2006 è stato ordinato presbitero, nella cattedrale di San Pietro Apostolo a Treviso, dal vescovo di Treviso Andrea Bruno Mazzocato, per il Pontificio istituto missioni estere.
Dopo l'ordinazione è stato inviato presso la diocesi di Laghouat, in Algeria, dove ha operato tra il 2007 e il 2008. Ha frequentato per tre anni gli studi di arabo classico in Egitto perfezionandosi in seguito al Pontificio Istituto di Studi Arabi e d'Islamistica . Dal 2012 al 2017 è stato missionario in Costa d'Avorio.
Tornato in Algeria nel 2017, ha svolto nuovamente il suo ministero nella diocesi di Laghouat. Nel 2019 è stato trasferito nell'arcidiocesi di Algeri, della quale è stato nominato vicario generale nel marzo 2022. Nell'aprile 2023 è diventato anche referente per l'Algeria del Pontificio istituto missioni estere.

### Ministero episcopale
Il 22 ottobre 2023 papa Francesco lo ha nominato vescovo di Orano; è succeduto a Jean-Paul Vesco, precedentemente nominato arcivescovo metropolita di Algeri. Il 26 gennaio 2024 ha ricevuto l'ordinazione episcopale, nella Cattedrale di Santa Maria presso il centro Pierre Claverie ad Orano, dall'arcivescovo di Algeri Jean-Paul Vesco, co-consacranti Alphonse Georger, vescovo emerito di Orano, e Michele Tomasi, vescovo di Treviso. Durante la stessa celebrazione ha preso possesso della diocesi.

## Genealogia episcopale
La genealogia episcopale è:
- Cardinale Scipione Rebiba
- Cardinale Giulio Antonio Santori
- Cardinale Girolamo Bernerio, O.P.
- Arcivescovo Galeazzo Sanvitale
- Cardinale Ludovico Ludovisi
- Cardinale Luigi Caetani
- Cardinale Ulderico Carpegna
- Cardinale Paluzzo Paluzzi Altieri degli Albertoni
- Papa Benedetto XIII
- Papa Benedetto XIV
- Papa Clemente XIII
- Cardinale Giovanni Carlo Boschi
- Cardinale Bartolomeo Pacca
- Papa Gregorio XVI
- Cardinale Castruccio Castracane degli Antelminelli
- Cardinale Paul Cullen
- Arcivescovo Joseph Dixon
- Arcivescovo Daniel McGettigan
- Cardinale Michael Logue
- Cardinale Patrick Joseph O'Donnell
- Vescovo John Gerald Neville, C.S.Sp.
- Vescovo Auguste Julien Pierre Fortineau, C.S.Sp.
- Arcivescovo Xavier Ferdinand J. Thoyer, S.I.
- Arcivescovo Gilbert Ramanantoanina, S.I.
- Cardinale Victor Razafimahatratra, S.I.
- Arcivescovo Philibert Randriambololona, S.I.
- Cardinale Philippe Barbarin
- Cardinale Jean-Paul Vesco, O.P.
- Vescovo Davide Carraro, P.I.M.E.